# Condado de Clear Creek
El condado de Clear Creek (en inglés: Clear Creek County), fundado en 1861, es uno de los 64 condados del estado estadounidense de Colorado. En el año 2000 tenía una población de 9322 habitantes con una densidad poblacional de 9,1 personas por km². La sede del condado es Georgetown.

## Geografía

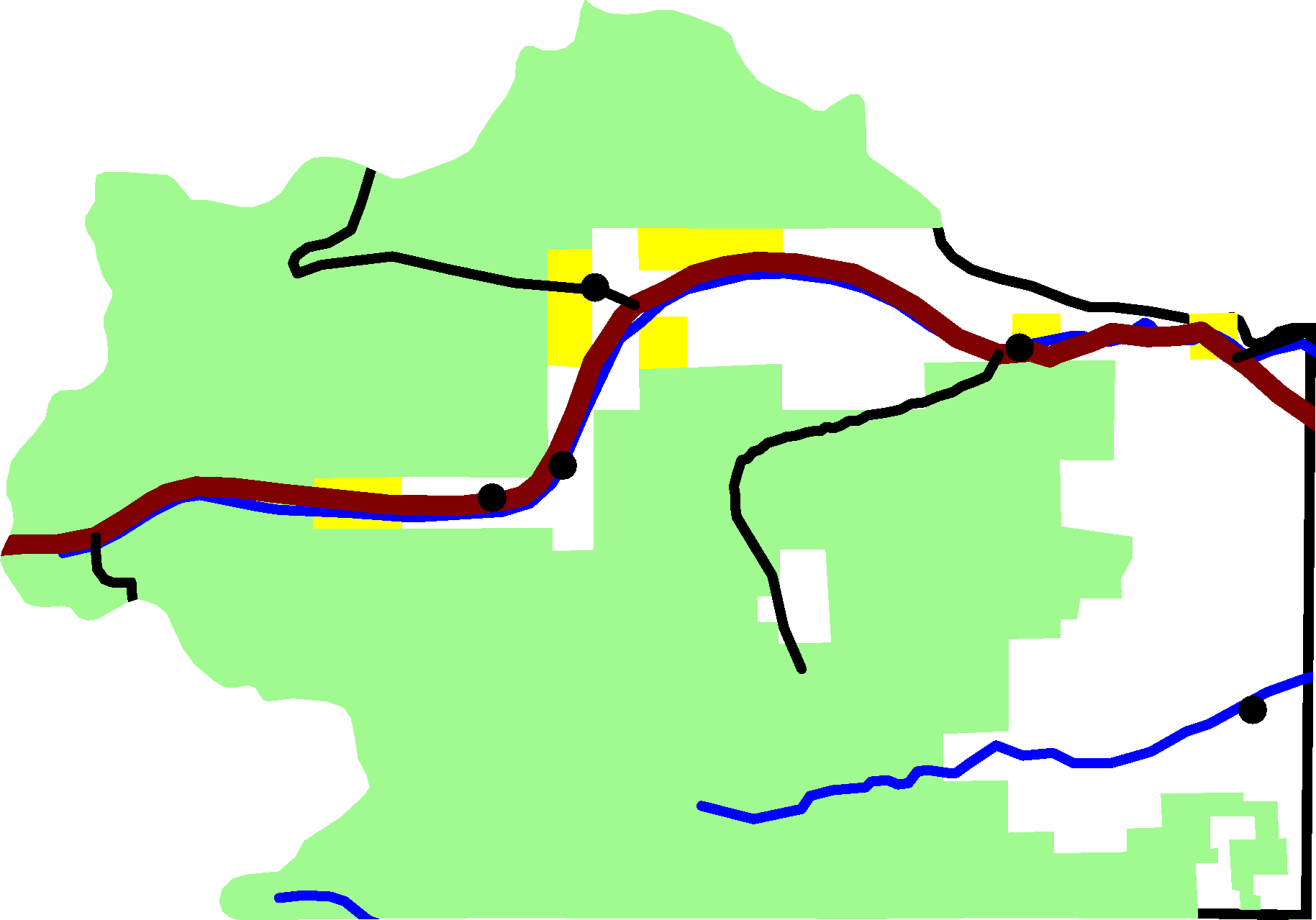
Mapa del condado de Clear Creek.

Según la Oficina del Censo, el condado tiene un área total de 1027 km² (396,5 mi²), de la cual 1024 km² (395,4 mi²) es tierra y 3 km² (1,2 mi²) (0,25%) es agua.

### Condados adyacentes
- Condado de Jefferson - este
- Condado de Gilpin - noreste
- Condado de Park - sur
- Condado de Summit - oeste
- Condado de Grand - noroeste

## Demografía
En el 2000 la renta per cápita promedia del condado era de $50 997, y el ingreso promedio para una familia era de $61 400. En 2000 los hombres tenían un ingreso per cápita de $41 667 versus $30 757 para las mujeres. El ingreso per cápita para el condado era de $28 160. Alrededor del 5,40% de la población estaba bajo el umbral de pobreza nacional.

## Ciudades y pueblos
- Downieville-Lawson-Dumont
- Empire
- Georgetown
- Idaho Springs
- Silver Plume
- St. Mary's